# ثيلوة شمعية الثمر
الثيلوة الشمعية الثمر (الاسم العلمي:Thiloa glaucocarpa) هو نوع نباتي يتبع جنس الثيلوة من الفصيلة القمبريطية.